# Atropoisomeria

Els voluminosos grups substituents impedeixen la rotació de l'enllaç C–C entre els anells de benzè d'aquests atropoisòmers de l'àcid 6,6’-dinitro-2,2’-difènic.

L'atropoisomeria és un tipus d'isomeria òptica causada per la restricció de la rotació lliure dels grups que integren la molècula. Les molècules que presenten atropoisomeria s'anomenen atropoisòmers.
L'atropoisomerisme fou observat per primer cop el 1922 per George H. Christie i James Kenner a l'àcid 6,6’-dinitro-2,2’-difènic. El 1933 el químic germano-austríac Richard Kuhn (1900–1967), Premi Nobel de Química del 1938, encunyà el terme «atropoisomeria», que és un mot compost del prefix «a–», que prové del grec ἀ– a–, que significa «no», «sense»; la forma prefixada «tropo–», que prové del grec τρόπος trópos, que vol dir «gir, volta»; i del terme «isomeria», qualitat dels compostos que tenen la mateixa fórmula molecular però diferents propietats físiques o químiques.
L'atropoisomeria es pot produir, per exemple, en el cas de bifenils substituïts (o altres compostos bisaromàtics) amb grans grups a les posicions orto dels anells. Com a resultat de les grans barreres energètiques entre les diferents conformacions, els atropoisòmers s'interconverteixen prou lentament (per definició, amb una semivida > 1000 s) perquè es puguin aïllar fàcilment.